# Dorcadion absinthium
Dorcadion absinthium là một loài bọ cánh cứng trong họ Cerambycidae.